# Salomon Honegger
Salomon Honegger (* 10. April 1774 in Zürich; † 22. März 1830 in Rüti) war ein Schweizer Unternehmer.

## Leben
Salomon Honegger, der aus einfachen Verhältnissen stammte, sein Vater Heinrich war Schneider in Riesbach, das heute zur Stadt Zürich gehört, war zunächst gemeinsam mit seiner Ehefrau Regula, die er 1796 heiratete, als Dienstbote im Pfarrhaus von Rüti beschäftigt. Danach betätigte Honegger sich als Landwirt, Hausierer, Handspinner und Handweber in Ferrach in der Gemeinde Rüti und betrieb schliesslich eine Seidenferggerei. 1811 knüpfte er geschäftliche Kontakte zur Baumwollspinnerei Brändli in Jona, wo er für das Aufbereiten von Baumwolle sowie seine Ehefrau für die Verköstigung der Fabriksarbeiterinnen zuständig waren. 1814 erwarb Honegger zwei mechanische Spinnstühle und richtete 1816 die Fabrik zum Wydacker mit acht Spinnstühlen und 2000 Spindeln ein. 1827 übergab er den Betrieb an seine Söhne Caspar und Heinrich.
Salomon Honegger starb 1830 im Alter von 55 Jahren in Rüti.

## Weblink
- Martin Illi: Honegger, Salomon. In: Historisches Lexikon der Schweiz.

| Personendaten    | Personendaten         |
| ---------------- | --------------------- |
| NAME             | Honegger, Salomon     |
| KURZBESCHREIBUNG | Schweizer Unternehmer |
| GEBURTSDATUM     | 10. April 1774        |
| GEBURTSORT       | Zürich                |
| STERBEDATUM      | 22. März 1830         |
| STERBEORT        | Rüti                  |